# Коле д'Анкизе
Ко̀де д'Анкѝзе (на италиански: Colle d'Anchise) е село и община в Централна Италия, провинция Кампобасо, регион Молизе. Разположено е на 649 m надморска височина. Населението на общината е 813 души (към 2010 г.).